# MPD (mina)
MPD - współczesna, polska mina przeciwdesantowa. 
Przeznaczona do ustawiania przybrzeżnych pól minowych. Dzięki odpowiedniej konstrukcji jest odporna na falowanie morza i ruchy dna przy stanie morza do 7 stopni w skali Beauforta, a także wybuchy sąsiednich min, ładunków wydłużonych i silne pola elektromagnetyczne. Mina stawiana jest ręcznie lub mechanicznie z transporterów pływających. W Polsce do tego celu używane są transportery PTS-M z 4 Batalionu Minowania stacjonującego w Dziwnowie.
Producentem miny są Zakłady Elektromechaniczne Belma S.A. z Bydgoszczy. W latach 1998–2001 dostarczyły one PMW 800 min tego typu.

## Dane taktyczno techniczne
- Masa: 66 kg
- Średnica: 600 mm
- Wysokość: 270 mm
- Czas pracy: 1,3 lub 6 miesięcy